# Eremiaphila bifasciata
Eremiaphila bifasciata är en bönsyrseart som beskrevs av Lucien Chopard 1940. Eremiaphila bifasciata ingår i släktet Eremiaphila och familjen Eremiaphilidae. Inga underarter finns listade i Catalogue of Life.